# Durham Concerto
Albums de Jon Lord
Beyond the Notes
(2004) Boom of the Tingling Strings
(2008)
Durham Concerto est une œuvre classique composée par Jon Lord . Elle lui est commandé par l' Université de Durham et jouée pour la première fois dans la cathédrale de Durham le 20 octobre 2007, dans le cadre des célébrations du 175e anniversaire de l'université.
Au lieu d'instruments solo habituels d'un concerto classique, le Concerto de Durham permet à plusieurs instruments de s'exprimer en solo : violoncelle, violon, Northumbrie pipes et orgue Hammond . À la première de l'œuvre, Lord joue lui-même la partie d'orgue Hammond et Kathryn Tickell les « pipes ».

## Titres
1. Part I. Morning
  - The Cathedral at Dawn — violon solo, violoncelle solo, orgue Hammond
  - Durham Awakes — violo solo, violoncelle solo, orgue Hammond, Northumbrian pipes
2. Part II. Afternoon
  - The Road from Lindisfarne — violon solo, violoncelle solo, Northumbrian pipes
  - From Prebends Bridge — violoncelle solo
3. Part III. Evening
  - Rags & Galas — violon solo, violoncelle solo, orgue Hammond
  - Durham Nocturne — violo, solo, violoncelle solo, orgue Hammond, Northumbrian pipes

## Enregistrement
- Royal Liverpool Philharmonic Orchestra, Mischa Damev (direction), Matthew Barley (violoncelle), Jon Lord (orgue Hammond), Ruth Palmer (violon), Kathryn Tickell (tuyaux de Northumbrie) • Avie • ASIN B000ZOWOCS • 28 janvier 2008